# Bistum Nongstoin
Das Bistum Nongstoin (lat.: Dioecesis Nongstoinensis) ist eine in Indien gelegene römisch-katholische Diözese mit Sitz in Nongstoin.

## Geschichte
Das Bistum Nongstoin wurde am 28. Januar 2006 durch Papst Benedikt XVI. mit der Apostolischen Konstitution Cum ad aeternam aus Gebietsabtretungen des Erzbistums Shillong errichtet und diesem als Suffraganbistum unterstellt. Sein Gebiet umfasst die Distrikte South West Khasi Hills und West Khasi Hills. 
Erster Bischof wurde Victor Lyngdoh. Als dieser im 2016 ins Bistum Jowai wechselte, bestellte der Heilige Stuhl den Erzbischof von Shillong, Dominic Jala, zum Apostolischen Administrator. Als Jala im Jahre 2019 starb und immer noch kein neuer Bischof ernannt worden war, wählte das Konsultorenkollegium des Bistums Nongstoin den Priester Anselm Nonglang zum Diözesanadministrator. Eine Neubesetzung des Bistums erfolgte erst im Februar 2023.